# Arthur D. Trendall
Arthur Dale Trendall (* 28. März 1909 in Auckland, Neuseeland; † 13. November 1995 in Melbourne) war ein neuseeländischer Klassischer Archäologe.

## Leben
Trendall studierte am King’s College in Auckland (1916 bis 1925), der University of New Zealand in Dunedin (1926 bis 1929) und am  Trinity College der University of Cambridge (1931–33). Zwischen 1933 und 1939 bereiste er Europa, vor allem die Museen und Ausgrabungsstätten in Griechenland und Italien. 1936 wurde er Bibliothekar an der Britischen Archäologischen Schule in Rom, 1936 bis 1940 war er Fellow des Trinity College. 1939 wurde er auf den Lehrstuhl für Griechische Philologie an die Universität Sydney berufen, den er bis 1954 innehatte, daneben seit 1948 den Lehrstuhl für Archäologie. Die Kriegsjahre verbrachte er als Kryptograph im Geheimdienst. 1954 erfolgte die Berufung zum ersten Master des University House der Australian National University in Canberra. Dieses Amt hatte er bis 1969 inne, als er es zugunsten seiner Studien zur unteritalischen Vasenmalerei aufgab. Er wurde Resident Fellow am Menzies College an der La Trobe University und forschte hier intensiv zu dieser Kunstgattung.
Zwar geht die Zuordnung der unteritalischen Vasen zu fünf Hauptmanufakturen (apulisch, kampanisch, lukanisch, paestanisch, sizilisch) nicht auf Trendall zurück, seine Forschungen haben jedoch zur Klärung der Zugehörigkeit von über 20.000 Vasen zu diesen Gruppen beigetragen sowie,  in der Tradition John D. Beazley’s, die Scheidung einzelner Malerhände ermöglicht. Seine Studien bilden die Grundlage jeder Beschäftigung mit unteritalischer Vasenmalerei.
1968 wurde er zum Mitglied (Fellow) der British Academy gewählt. 1977 wurde er auswärtiges Mitglied der Königlich Niederländischen Akademie der Wissenschaften.

## Schriften (Auswahl)
- Paestan Pottery. A Study of the Red-Figured Vases of Paestum (London 1936)
- Frühitaliotische Vasen (= Bilder griechischer Vasen 12) (Leipzig 1938)
- Vasi antichi dipinti del Vaticano. Vasi italioti ed etruschi a figure rosse (Città del Vaticano 1953)
- Phlyax vases. 2. ed. (London 1967) (University of London. Institute of Classical Studies. Bulletin supplements, 19)
- The red-figured vases of Lucania, Campania and Sicily [2 Bde.] (Oxford 1967)
- mit T. B. L. Webster: Illustrations of Greek drama (London 1971)
- Early South Italian vase-painting. Revised 1973 (Mainz 1974)
- The red-figured vases of Apulia, 1. Early and Middle Apulian (Oxford 1978)
- The red-figured vases of Apulia, 2. Late Apulian. Indexes (Oxford 1982)
- The red-figured vases of Lucania, Campania and Sicily. Third supplement. Consolidated (London 1983) (University of London. Institute of Classical Studies. Bulletin supplements, 41)
- mit Alexander Cambitoglou: First supplement to the red-figured vases of Apulia (London 1983)  (University of London. Institute of Classical Studies. Bulletin supplements, 42)
- mit Ian McPhee: Greek red-figured fish-plates (Basel 1987) (Antike Kunst. Beihefte, 14)
- The red-figured vases of Paestum (Rom 1987)
- Red figure vases of South Italy and Sicily. A handbook. London, Thames and Hudson 1989 = Rotfigurige Vasen aus Unteritalien und Sizilien. Ein Handbuch. Mainz, Zabern 1991. ISBN 3-8053-1111-7
- mit Ian McPhee: Addenda to "Greek red-figured fish-plates". In: Antike Kunst 33 (1990) 31–51
- mit Alexander Cambitoglou: Second supplement to the red-figured vases of Apulia, 1–3 (London 1991–92) (University of London. Institute of Classical Studies. Bulletin supplements, 60)